# Badrashin
 (mai 2024).
Badrashin est une ville du gouvernorat de Gizeh en Égypte.

## Crédit de traduction
- (en) Cet article est partiellement ou en totalité issu de l’article de Wikipédia en anglais intitulé « Badrashin » (voir la liste des auteurs).